# Django (pel·lícula)
Django és una pel·lícula dramàtica francesa del 2017 sobre la vida de Django Reinhardt, dirigida per Étienne Comar. Va obrir el 67è Festival Internacional de Cinema de Berlín. La música de Reinhardt és interpretada a la pel·lícula pel Rosenberg Trio. S'ha doblat al català per a À Punt.

## Repartiment
- Reda Kateb com a Django Reinhardt
- Cécile de France com a Louise de Klerk
- Bea Palya com a Naguine
- Johnny Montreuil com a Joseph Reinhardt
- Raphaël Dever com a Vola
- Patrick Mille com a Charlie Delaunay
- Àlex Brendemühl com a Hans Biber
- Ulrich Brandhoff com a Hammerstein